# Travancas
Travancas is een plaats (freguesia) in de Portugese gemeente Chaves en telt 520 inwoners (2001).